# María Luz Galicia
María Luz Galicia Gonzalo, née le 2 février 1940  à Madrid, est une actrice espagnole.

## Biographie
Sœur du chef décorateur José Luis Galicia, María Luz Galicia a connu, au cinéma, une carrière relativement courte, de 1953 à 1963.

## Filmographie
- 1953 : Cabaret
- 1954 : Buenas noticias
- 1955 : Señora ama
- 1956 : Río Guadalquivir
- 1956 : El Malvado Carabel : Silvia
- 1958 : I Zitelloni : Gina
- 1958 : Patio andaluz
- 1959 : Las de Caín : Rosalía Caín
- 1961 : Ella y los veteranos
- 1962 : Zorro le vengeur (La Venganza del Zorro) (comme Mary Anderson) : Maria
- 1962 : L'Ombre de Zorro (L'Ombra di Zorro) de Joaquín Luis Romero Marchent : María
- 1963 : Plaza de oriente
- 1963 : Cléopâtre (Cleopatra) de Joseph L. Mankiewicz
- 1964 : La Griffe du coyote (Il Segno del coyote) de Mario Caiano : Mary